# Bottoms (Film)
Bottoms ist eine Filmkomödie von Emma Seligman, die im März 2023 beim South by Southwest Film Festival ihre Premiere feierte, Ende August 2023 in die US-Kinos kam und im November 2023 in das Programm von Prime Video aufgenommen wurde. In dem Film spielen Rachel Sennott und Ayo Edebiri zwei lesbische Schülerinnen, die an ihrer Highschool einen Selbstverteidigungskurs ins Leben rufen und in diesem anderen Mädchen näherkommen.

## Handlung
PJ und Josie waren von Anfang an in ihrer Klasse beste Freundinnen, sind aber an der Rock Ridge High nicht sonderlich beliebt. Die beiden lesbischen Mädchen fühlen sich als Loser und sind in ihrem Abschlussjahr am Ende ihrer Kräfte. Josie ist in Isabel verknallt, doch die ist mit dem Highschool-Quarterback zusammen, und Brittany, für die PJ schwärmt, schenkt dieser nicht viel Aufmerksamkeit.
So beschließen sie, einen Fight Club zu gründen. Der Schulleiterin gegenüber behaupten sie, es sei ein Selbstverteidigungskurs, und so sind auch die anderen Mädchen solidarisch mit ihrer Idee. Erst treten die Außenseiterinnen der Schule ihrem Club bei, dann tauchen Isabel und Brittany auf.
Da weder PJ noch Josie irgendeine Ahnung von Selbstverteidigung haben, schlagen sie sich beim ersten Training einfach spontan gegenseitig. Bei ihren wöchentlichen Treffen prügeln sich die Mädchen nach der Schule in der Gruppe fortan gegenseitig die Seele aus dem Leib. Obwohl ihr Fight Club aus der Not heraus geboren wurde, merken PJ und Josie schnell, dass sie mit diesem etwas aufgebaut haben, das dringend notwendig war. Der Kurs stärkt die Bindung zwischen einer heterogenen Gruppe von Mädchen, ermöglicht es ihnen, sich nebenbei über ihre Sorgen und Probleme auszutauschen, und bietet ihnen ein Ventil, um ihren Frust loszuwerden.

## Produktion

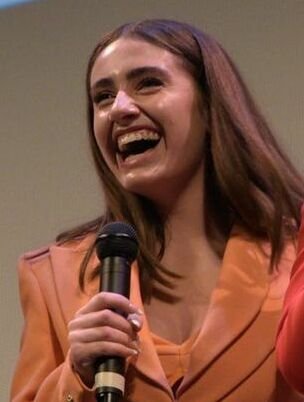
Rachel Sennott spielt PJ

Es handelt sich bei Bottoms um den zweiten Spielfilm von Emma Seligman, die gemeinsam mit Rachel Sennott auch das Drehbuch schrieb. Shiva Baby, der Debütfilm der bisexuellen Filmemacherin, wurde von den Kritikern äußerst positiv aufgenommen.
Sennott war in dem Film in der Hauptrolle zu sehen, wurde auch in Bottoms für diese besetzt und spielt PJ. Ayo Edebiri spielt ihre beste Freundin Josie. Havana Rose Liu und Kaia Gerber spielen Isabel und Brittany. Nicholas Galitzine spielt den Highschool-Quarterback Jeff, der mit Isabel zusammen ist. Ruby Cruz ist in der Rolle von Hazel zu sehen. Der NFL-Spieler Marshawn Lynch spielt Mr. G, einen Lehrer an der Rock Ridge High. In weiteren Rollen spielen Dagmara Dominczyk, Miles Fowler und Punkie Johnson.
Die deutsche Synchronisation entstand nach einem Dialogbuch von Johanna Olbrich und der Dialogregie von Patrick Bach im Auftrag der Deluxe Media GmbH in Hamburg. Jenny Maria Meyer und Malin Steffen leihen in der deutschen Fassung Edebiri und Sennott in den Rollen von Josie und PJ ihre Stimmen.
Die Filmmusik komponierte die Singer-Songwriterin Charli XCX gemeinsam mit Leo Birenberg, der zuletzt für die Filmkomödie Weird: The Al Yankovic Story und den Western Butcher’s Crossing tätig war. Das Soundtrack-Album mit insgesamt 27 Musikstücken wurde am 25. August 2023 von Milan Records als Download veröffentlicht.
Der erste Trailer wurde Anfang Februar 2023 vorgestellt. Die Weltpremiere erfolgte am 11. März 2023 beim South by Southwest Film Festival. Ab Mitte Juni 2023 wurde er bei Frameline47 und im Juli 2023 beim Outfest Los Angeles LGBTQ+ Film Festival gezeigt. Am 25. August 2023 kam der Film in ausgewählte US-Kinos. Am 21. November 2023 wurde Bottoms in das Programm von Prime Video aufgenommen.

## Rezeption

### Altersfreigabe
In den USA erhielt der Film von der MPAA wegen „sexueller Anspielungen“ und „obszöner Ausdrücke“ in den Dialogen ein R-Rating, was einer Freigabe ab 17 Jahren entspricht.

### Kritiken
Von den bei Rotten Tomatoes aufgeführten Kritiken sind 91 Prozent positiv. Auf Metacritic erhielt der Film einen Metascore von 74 von 100 möglichen Punkten.
Für Brian Tallerico von rogerebert.com ist Bottoms einer der lustigsten und wunderbarsten anarchischen Filme, die er seit langem gesehen hat. Manchmal fühle sich der verrückte Film wie eine Scary-Movie-Parodie an, manchmal wie eine Parodie auf das typisch männliche Genre der Teenie-Sexfilme wie Superbad. Emma Seligman habe sich aber nicht damit zufriedengegeben, solche Filme zu kopieren. Progressiv verschiebe der Film die Grenzen über das hinaus, was man üblicherweise in Komödien wie dieser sehe. In US-amerikanischen Komödien dieser Art setze man normalerweise auf geile Teenager-Boys, Mädchen aber dürften ihren Sexualtrieb selten so offen zeigen, wie in Bottoms. Wie Seligman in ihrem bösen jedoch intelligenten Film mit Gewalt spielt, sei erstaunlich vergnüglich und einige Szenen unvergesslich.
Christoph Dobbitsch schreibt in seiner Kritik für den Filmdienst, die Prämisse sei so simpel wie unterhaltsam, und seine Wurzeln, die klar auf hormongeladene High-School-Komödien der 1980er Jahre zurückgehen, wolle der Film dabei nicht verbergen. Stimmungsmäßig schwanke der Film zwischen dem Nonsense Die Rache der Eierköpfe und dem Kultklassiker Breakfast Club. Wenn der Film in Fahrt kommt, sei er kaum noch aufzuhalten, so Dobbitsch. Nicht jeder Witz lande, aber die Gagdichte sei so hoch und die Dialoge der ungleichen Girlgang seien so pointiert, dass es darauf kaum ankommt. Die Energie des Ensembles trage den Film immer wieder über solch dramatische Momente hinweg, und frei nach dem Motto „Why’d you have to go and make things so complicated?“ mutiere Bottoms kurz vor dem großen Showdown vollends zum Camp-Film. Wie seine Hauptfigur PJ sei Bottoms lautstark, respektlos und pubertär. Als modernisierte Hommage an anzügliche High-School-Komödien liefere Seligman hier ordentlich ab, mit allen Stärken und Schwächen, die zum Genre gehören.
Karin Schupp beschreibt Bottoms in ihrer Kritik im L-Mag als eine hochtourige und gnadenlos überzeichnete Komödie, wobei Isabel und Brittany arrogante „Queen Bees“ in Reinkultur und der Football-Quarterback Jeff gottgleiche Person und sexgeiler Volltrottel zugleich seien. „Empowerment“ bedeute für einige Fightclubberinnen nicht nur Selbstbewusstsein, sondern das Ausleben ihrer Gewaltfantasien. Rachel Sennott und Ayo Edebiri verkörperten ihre Rollen glaubwürdig, obwohl sie schon deutlich älter als ihre Charaktere sind.

### Auszeichnungen
Artios Awards 2024
- Nominierung für das Beste Casting in einer Independent-Filmkomödie (Laura Rosenthal, Maribeth Fox, Meagan Lewis & Kimberly Ostroy)[20]

Black Reel Awards 2024
- Nominierung für die Besten Haare und das beste Make-up (Shandrea Williams)[21]

Critics’ Choice Movie Awards 2024
- Nominierung als Beste Filmkomödie[22]

Independent Spirit Awards 2024
- Nominierung für das Beste Drehbuch
- Nominierung für die Beste Nachwuchsleistung (Marshawn Lynch)[23]

Sidewalk Film Festival 2023
- Auszeichnung mit dem Programmer’s Feature Film Award (Emma Seligman)[24]

South by Southwest Film Festival 2023
- Nominierung für den Publikumspreis in der Sektion Headliners (Emma Seligman)[25]